# سيد براون
سيد براون (8 ديسمبر 1917 - 28 ديسمبر 1987)  (بالإنجليزية: Syd Brown)‏ هو لاعب كريكت بريطاني (وحمل سابقاً جنسية المملكة المتحدة لبريطانيا العظمى وأيرلندا).

## وصلات خارجية
- سيد براون على موقع إي آس بي آن كريك إنفو (الإنجليزية)